# Karl Reille
Pour les articles homonymes, voir Reille.
Pour les autres membres de la famille, voir Famille Reille.
Le baron Karl Reille, né le 8 avril 1886 à Paris et mort le 13 mai 1975 à Cerelles, est un peintre animalier français, célèbre pour ses aquarelles et gouaches cynégétiques, ses scènes de chasse et ses représentations animalières. Il est aussi une des figures de la vénerie tourangelle du XXe siècle.

## Biographie
Arrière-petit-fils du maréchal Honoré Reille, qui avait épousé la fille du maréchal Masséna, Karl André Jean Marie Reille nait le 8 avril 1886 à Paris, de l’union du baron Polyeucte Victor Reille et de Geneviève Million de la Verteville. La grand-mère paternelle de Karl, Anna Masséna, fille du maréchal Masséna, est un peintre de talent. Le père de Karl, Victor, président de Saint-Gobain, peint, expose et vend ses œuvres en utilisant parfois un pseudonyme : Jack Elsy.
Pendant toute sa jeunesse, Karl suit de nombreux équipages de vénerie en Touraine, en particulier le Rallye Montpoupon qui chasse le cerf, le Vautrait de Mesnes qui chasse le sanglier et le Rallye Tesson qui chasse le blaireau. Karl s’intéresse tout autant aux courses hippiques qu’il représente avec passion, et devient membre du Jockey Club de Paris.
Le jeune baron Karl est admis à l’École des ponts et chaussées en 1907 et en sort diplômé en 1913. La guerre le conduit à Antibes puis sur le front à Verdun où il est fait prisonnier en septembre 1914. Karl retrouve la liberté en avril 1919 et partage son temps entre Paris, la propriété de Baudry, qu’il a reprise, de nombreux voyages en France chez ses amis. Le baron Karl Reille s’associe avec son ami le baron Jean de Lauriston pour fonder ensemble, en 1921, le Rallye Gaiement qui chasse le chevreuil dans les environs de Baudry et en forêt de Blois.
C’est en avril 1924 que Karl Reille épouse Odette Goury du Roslan (1897-1970). Ils auront six enfants, Céliane, Philippe, Jean-François, Claude, Armelle et Antoine. 
Karl Reille est atteint d’un ulcère à l’estomac en 1973. Il est ensuite victime d’une attaque cérébrale qui le laisse hémiplégique. Il reste alors définitivement au château familial de Baudry en Indre-et-Loire où il décède le 13 mai 1975.

## Postérité
Fils cadet de famille Karl Reille (1886-1974), se fait vite un nom dans l'art cynégétique : il représente avec brio des scènes de chasse à un point tel qu'il est devenu l'un des plus célèbres peintres de vénerie au milieu du XXe. Aussi bien dans ses aquarelles brillantissimes que dans ses peintures, il s'attache à reproduire avec soin et vérité les temps forts de la chasse à courre. Le peintre Karl Reille est aussi veneur. Il assiste aux chasses et sur le terrain esquisse les animaux en action, les divers mouvements de la chasse, les équipages en grande tenue. Il fait donc œuvre de peintre-reporter. Karl Reille travaille à l'huile à partir des années 1960 après avoir essentiellement peint à la gouache et l'aquarelle jusqu'alors.

## Publications
- La vénerie française contemporaine. Paris, Adolphe Le Goupy, 1914. Important ouvrage présentant les équipages existant en France à cette époque.
- Châteaux et gentilhommières d'Indre-et-Loire. Tours, Imprimerie tourangelle, 1934, 188 pages (réédition Tchou, 2003).
- Le livre des honneurs. Paris, ANCA, 1980.
- La vénerie de Montpoupon, en collaboration avec Pierre de La Verteville. Paris, Le Pigache, 2001.
- Mémoires. Paris, Tchou, 2002.
- Le rallye Baudry. Paris, Tchou, 2003.
- Les inédits. Paris, Tchou, 2005.

## Principales expositions[3]
- Musée International de la Chasse, Gien, 1979
- Galerie La Cymaise, Paris, 1987
- Galerie La Cymaise, Paris, 1990
- Tableaux de Famille, Galerie La Cymaise, Paris, 1993
- Galerie Air de Chasse, Paris
- Exposition de Peintres de Vénerie, Centenaire de la Société de Vénerie, Montpoupon, 2007
- Musée du Veneur, Château de Montpoupon